# پیسی (زیمتنگا)
پیسی شهری در شهرستان زیمتنگا در استان بام در بورکینافاسوی شمالی است و جمعیت آن ۴۵۰ نفر است.